# Rott am Inn
Rott a.Inn è un comune tedesco di 3 642 abitanti, situato nel land della Baviera.